# Terence Joubert
Terence Joubert (Les Ulis, 17 aprile 1982) è uno schermidore francese, specializzato nel fioretto.

## Biografia
Ha conquistato due medaglie d'oro ai campionati europei di scherma nel 2003 e nel 2006, e due medaglie di bronzo nel 2005 e nel 2008, sempre nella gara di fioretto a squadre.

## Palmarès
In carriera ha conseguito i seguenti risultati:
- Europei di scherma

Bourges 2003: oro nella fioretto a squadre.
Zalaegerszeg 2005: bronzo nella fioretto a squadre.
Smirne 2006: oro nella fioretto a squadre.
Kiev 2008: bronzo nella fioretto a squadre.